# Lelegowie
Lelegowie – pierwotny lud przedgrecki zamieszkujący najprawdopodobniej zachodnie wybrzeże Azji Mniejszej. Uważany za lud spokrewniony z Karami. Pauzaniasz pisał w swych dziełach o królu Lakonii, który pochodził z ludu Lelegów. Z kolei Hezjod wymienia Lokrosa jako przywódcę Lelegów a Alkajos uznawał Antandros za miasto Lelegów.